# 1979 год
1979 (ты́сяча девятьсо́т се́мьдесят девя́тый) год  по григорианскому календарю — невисокосный год, начинающийся в понедельник. Это 1979 год нашей эры, 9‑й год 8‑го десятилетия XX века 2‑го тысячелетия, 10‑й год 1970‑х годов. Он закончился 46 лет назад.
| Пн | Вт | Ср | Чт | Пт | Сб | Вс |
| 1  | 2  | 3  | 4  | 5  | 6  | 7  |
| 8  | 9  | 10 | 11 | 12 | 13 | 14 |
| 15 | 16 | 17 | 18 | 19 | 20 | 21 |
| 22 | 23 | 24 | 25 | 26 | 27 | 28 |
| 29 | 30 | 31 |    |    |    |    |

| Пн | Вт | Ср | Чт | Пт | Сб | Вс |
|    |    |    | 1  | 2  | 3  | 4  |
| 5  | 6  | 7  | 8  | 9  | 10 | 11 |
| 12 | 13 | 14 | 15 | 16 | 17 | 18 |
| 19 | 20 | 21 | 22 | 23 | 24 | 25 |
| 26 | 27 | 28 |    |    |    |    |

| Пн | Вт | Ср | Чт | Пт | Сб | Вс |
|    |    |    | 1  | 2  | 3  | 4  |
| 5  | 6  | 7  | 8  | 9  | 10 | 11 |
| 12 | 13 | 14 | 15 | 16 | 17 | 18 |
| 19 | 20 | 21 | 22 | 23 | 24 | 25 |
| 26 | 27 | 28 | 29 | 30 | 31 |    |

| Пн | Вт | Ср | Чт | Пт | Сб | Вс |
|    |    |    |    |    |    | 1  |
| 2  | 3  | 4  | 5  | 6  | 7  | 8  |
| 9  | 10 | 11 | 12 | 13 | 14 | 15 |
| 16 | 17 | 18 | 19 | 20 | 21 | 22 |
| 23 | 24 | 25 | 26 | 27 | 28 | 29 |
| 30 |    |    |    |    |    |    |

| Пн | Вт | Ср | Чт | Пт | Сб | Вс |
|    | 1  | 2  | 3  | 4  | 5  | 6  |
| 7  | 8  | 9  | 10 | 11 | 12 | 13 |
| 14 | 15 | 16 | 17 | 18 | 19 | 20 |
| 21 | 22 | 23 | 24 | 25 | 26 | 27 |
| 28 | 29 | 30 | 31 |    |    |    |

| Пн | Вт | Ср | Чт | Пт | Сб | Вс |
|    |    |    |    | 1  | 2  | 3  |
| 4  | 5  | 6  | 7  | 8  | 9  | 10 |
| 11 | 12 | 13 | 14 | 15 | 16 | 17 |
| 18 | 19 | 20 | 21 | 22 | 23 | 24 |
| 25 | 26 | 27 | 28 | 29 | 30 |    |

| Пн | Вт | Ср | Чт | Пт | Сб | Вс |
|    |    |    |    |    |    | 1  |
| 2  | 3  | 4  | 5  | 6  | 7  | 8  |
| 9  | 10 | 11 | 12 | 13 | 14 | 15 |
| 16 | 17 | 18 | 19 | 20 | 21 | 22 |
| 23 | 24 | 25 | 26 | 27 | 28 | 29 |
| 30 | 31 |    |    |    |    |    |

| Пн | Вт | Ср | Чт | Пт | Сб | Вс |
|    |    | 1  | 2  | 3  | 4  | 5  |
| 6  | 7  | 8  | 9  | 10 | 11 | 12 |
| 13 | 14 | 15 | 16 | 17 | 18 | 19 |
| 20 | 21 | 22 | 23 | 24 | 25 | 26 |
| 27 | 28 | 29 | 30 | 31 |    |    |

| Пн | Вт | Ср | Чт | Пт | Сб | Вс |
|    |    |    |    |    | 1  | 2  |
| 3  | 4  | 5  | 6  | 7  | 8  | 9  |
| 10 | 11 | 12 | 13 | 14 | 15 | 16 |
| 17 | 18 | 19 | 20 | 21 | 22 | 23 |
| 24 | 25 | 26 | 27 | 28 | 29 | 30 |

| Пн | Вт | Ср | Чт | Пт | Сб | Вс |
| 1  | 2  | 3  | 4  | 5  | 6  | 7  |
| 8  | 9  | 10 | 11 | 12 | 13 | 14 |
| 15 | 16 | 17 | 18 | 19 | 20 | 21 |
| 22 | 23 | 24 | 25 | 26 | 27 | 28 |
| 29 | 30 | 31 |    |    |    |    |

| Пн | Вт | Ср | Чт | Пт | Сб | Вс |
|    |    |    | 1  | 2  | 3  | 4  |
| 5  | 6  | 7  | 8  | 9  | 10 | 11 |
| 12 | 13 | 14 | 15 | 16 | 17 | 18 |
| 19 | 20 | 21 | 22 | 23 | 24 | 25 |
| 26 | 27 | 28 | 29 | 30 |    |    |

| Пн | Вт | Ср | Чт | Пт | Сб | Вс |
|    |    |    |    |    | 1  | 2  |
| 3  | 4  | 5  | 6  | 7  | 8  | 9  |
| 10 | 11 | 12 | 13 | 14 | 15 | 16 |
| 17 | 18 | 19 | 20 | 21 | 22 | 23 |
| 24 | 25 | 26 | 27 | 28 | 29 | 30 |
| 31 |    |    |    |    |    |    |

Организация Объединённых Наций объявила год Всемирным годом ребёнка.

## События
См. также: Категория:События 1979 года

### Январь
- 1 января — США и КНР установили дипломатические отношения.
- 2 января — катастрофа Ил-14 в Антарктиде, погибли 3 человека[1].
- 3 января — Франция и Великобритания прекратили выпуск сверхзвуковых пассажирских самолётов «Конкорд».
- 4 января 
  - Американский штат Огайо согласился выплатить $675 000 семьям пострадавших в расстреле студенческой демонстрации в Кентском университете в 1970 году.
  - Шах Ирана Мохаммед Реза Пехлеви назначил новым премьер-министром страны либерала Шапуром Бахтияром, который обещал распустить САВАК и провести другие реформы[2].
- 7 января — вьетнамскими войсками взята столица Демократической Кампучии Пномпень, режим Пол Пота пал[2].
- 8 января — образован Народно-революционный совет Кампучии во главе с Хенг Самрином, взявший на себя всю полноту власти в стране, переименованной в Народную Республику Кампучия.
- 15 января — катастрофа Ан-24 в Минске, погибли 13 человек[3].
- 16 января
  - Шах Ирана Мохаммед Реза Пехлеви с семьёй бежал из страны.
  - В иранской провинции Хорасан произошло землетрясение силой семь баллов по шкале Рихтера.
- 18 января — катастрофа Let L-410 под Белгородом, погибли трое[4].
- 24 января — оглашён приговор по делу армянских националистов Затикяна, Багдасаряна и Степаняна, обвинявшихся в совершении о серии терактов в 1977 году в Москве (все приговорены к смертной казни).
- 30 января — над Тихим океаном исчез Boeing 707 бразильской компании VARIG, выполнявший грузовой рейс из Токио в Рио-де-Жанейро с 6 членами экипажа[5].

### Февраль
- 1 февраля — аятолла Хомейни после 15-летней эмиграции вернулся в Иран.
- 5 февраля — аятолла Хомейни назначил Мехди Базаргана премьер-министром Ирана.
- 5 февраля — на пленуме ЦК Конголезской партии труда Жоаким Йомби-Опанго снят с постов главы государства и партии. Новым главой страны назначен Дени Сассу-Нгессо (27 марта также избран главой партии)[6].
- 7 февраля — президентом Алжира избран Шадли Бенджедид.
- 11 февраля — в Иране победила исламская революция.
- 12 февраля — запущен «Космос-1076», первый советский океанографический спутник.
- 12-23 февраля — в Женеве проходила первая Всемирная конференция по климату.
- 14 февраля — в Кабуле похищен (впоследствии убит) посол США в Афганистане Адольф Дабс.
- 17 февраля — 16 марта — Китайско-вьетнамская война.
- 18 февраля
  - В Бангладеш прошли парламентские выборы, правящая Националистическая партия получила 41,2 % голосов и 207 из 300 мест в Национальной ассамблее.
  - В пустыне Сахара в течение 30 минут шёл снег.
- 22 февраля — островное государство Сент-Люсия получило независимость от Великобритании. Первым премьер-министром страны стал Джон Комптон[7].
- 25 февраля — старт советского космического корабля Союз-32. Экипаж старта — В. А. Ляхов, В. В. Рюмин, приземление — 19 августа 1979 года.

### Март
- 1 марта — на парламентских выборах в Испании победил правоцентристский Союз демократического центра (34,84 % голосов, 168 мест из 350), премьер-министром страны стал Адольфо Суарес.
- 2 марта — на внеочередной сессии Всеобщего народного конгресса (ВНК) Ливии председателем Высшего народного комитета (главой правительства) стал Джадалла Аззуз ат-Тальхи, генеральным секретарём ВНК — Абдул Ати аль-Обейди. Муаммар Каддафи отказался от всех официальных постов и стал «Лидером революции»[8].
- 4 марта — прошли выборы в Верховный Совет СССР.
- 11 марта — Иран официально вышел из военно-политического блока СЕНТО, на следующий день из блока вышел Пакистан. В блоке остались только Великобритания и Турция, блок фактически перестал существовать и к концу месяца был официально распущен.
- 13 марта — переворот на Гренаде, авторитарное правительство Э. Гейри свергнуто, к власти пришло Народно-революционное правительство во главе с Морисом Бишопом, лидером Движения Нью-ДЖУЭЛ.
- 15 марта — антиправительственный мятеж в Герате (Афганистан). Окончательно подавлен к 22 марта.
- 16 марта
  - На конференции по национальному примирению в Чаде, проходившей в Кано (Нигерия), подписано соглашение о прекращении огня и возвращении к нормальной жизни в стране.
  - Катастрофа Boeing 727 в Дохе — крупнейшая в истории Катара (45 погибших).
- 17 марта — авиакатастрофа Ту-104 близ Внуково. После этого эксплуатация Ту-104 в гражданской авиации СССР была полностью прекращена[9].
- 18—19 марта — в Финляндии прошли парламентские выборы. Победу одержала Социал-демократическая партия, получившая 23,89 % голосов и 52 из 200 мест в парламенте.
- 22 марта — катастрофа Ту-134 под Лиепаей (Литовская ССР).
- 23 марта — президент Чада Феликс Маллум и премьер-министр Хиссен Хабре подали в отставку, власть перешла к Временному Государственному Совету во главе с лидером движения ФРОЛИНА Гукуни Уэддеем.
- 26 марта
  - Скончался Уго Ла Мальфа, которому было поручено формирование правительства Италии.
  - Подписан Египетско-израильский мирный договор.
  - Катастрофа Ан-26 в Байките (Красноярский край).
- 27-31 марта — на конференции 18 стран-членов Лиги арабских государств приняты 23 резолюции о политических и экономических санкциях против Египта, подписавшего мирный договор с Израилем.
- 28 марта
  - Авария на АЭС Три-Майл-Айленд в США.
  - Совет Безопасности ООН принял резолюцию, осуждающую ЮАР за многократные вторжения на территорию Анголы[10].
- 30 марта — премьер-министром Румынии назначен Илие Вердец.
- 30-31 марта — в Иране на референдуме о государственном устройстве 99,3 % избирателей проголосовало за ликвидацию монархии и установление Исламской Республики.
- 31 марта — завершён вывод британских войск с Мальты.

### Апрель
- 1 апреля
  - Иран по итогам референдума объявлен Исламской республикой.
  - Начал работу детский телеканал Nickelodeon.
- 3 апреля — в Бельгии сформировано новое коалиционное правительство во главе с премьер-министром Вильфридом Мартенсом.
- 4 апреля
  - В тюрьме Равалпинди повешен Зульфикар Али Бхутто, президент Пакистана в 1971—1973 и премьер-министр в 1973—1977, после того, как президент Мухаммед Зия-уль-Хак отклонил многочисленные международные требования отсрочки смертного приговора.
  - Инцидент с Boeing 727 над Сагино
- 6 апреля
  - В Мавритании в результате бескровного военного переворота свергнут президент Мустафа ульд Мухаммед Салех (номинально до 3 июня считался главой страны). Власти перешла к триумвирату подполковников — А. Бусейфу (занял пост премьер-министра), М. Лули (3 июня занял пост главы страны) и М. Хейдалле.
  - Ливия прекратила помощь Уганде в ходе угандийско-танзанийской войны и эвакуировала свои войска на родину (от 1000 до 2000 по разным оценкам).
- 10 апреля — старт советского космического корабля «Союз-33» по программе «Интеркосмос». Экипаж — Н. Н. Рукавишников, Г. И. Иванов (первый космонавт Болгарии). Досрочное приземление 12 апреля из-за неполадок с двигательной установкой.
- 11 апреля — в ходе угандийско-танзанийской войны армия Танзании взяла столицу Уганды Кампалу, свергнув президента Иди Амина.
- 13 апреля — президентом Уганды стал Юсуф Луле.
- 15 апреля 
  - В Бангладеш сформировано правительство, новым премьер-министром стал Азизур Рахман
  - В Черногории произошло землетрясение силой 7 баллов, погибло 136 и осталось без крова свыше 100 тысяч человек.
- 18 апреля — Председателем Президиума Верховного Совета СССР переизбран Л. И. Брежнев, Председателе Совета Министров СССР вновь назначен А. Н. Косыгин.
- 21 апреля — открылся Киевский театр драмы и комедии на левом берегу Днепра.
- 22 апреля — в Таиланде прошли парламентские выборы. Победила Партия социального действия, получившая 21,1 % голосов и 82 из 301 места в палате представителей. 24 апреля новое правительство вновь сформировал премьер-министр Криангсак Чаманан.
- 23 апреля — в Эквадоре пропал самолёт рейса 011 Кито-Куэнка компании SAETA с 52 пассажирами и 5 членами экипажа. Обломки турбовинтового Vickers Viscount были найдены почти 5 лет спустя, в феврале 1984 в Андах в провинции Пастаса, где он врезался в склон холма на высоте 5 500 метров в 48 км от курса[11].
- 23—27 апреля — XII конференция Всемирной антикоммунистической лиги в Асунсьоне (Парагвай).
- 25 апреля
  - В СССР учреждён День советского кино, который отмечается ежегодно 27 августа (ныне как День российского кино).
  - Новым премьер-министром Объединённых Арабских Эмиратов стал Рашид ибн Саид Аль Мактум.
- 29 апреля — в Эквадоре прошёл второй тур первых после 10-летнего правления военных президентских выборов. Победил Хайме Рольдос Агилера, получивший 68,49 % голосов.

### Май
- 1 мая
  - Гренландия получила право на самоуправление. 1-м премьер-министром в истории страны стал Йонатан Мотсфельдт.
  - Начались продажи табличного процессора VisiCalc
- 3 мая — досрочные парламентские выборы в Великобритании. 339 из 635 мест в палате общин получила консервативная партия. На следующий день премьер-министром страны стала её лидер Маргарет Тэтчер, первая женщина на этом посту в стране.
- 6 мая — на парламентских выборах в Австрии победила социалистическая партия федерального канцлера Бруно Крайского (51,03 % голосов и 95 из 183 мест в национальном совете).
- 9 мая — компания NEC представила персональный компьютер PC-8001.
- 12 мая — началось строительство Новосибирского метро.
- 22 мая
  - На парламентских выборах в Канаде правившая 11 лет либеральная партия во главе с Пьером Трюдо потерпела поражение, получив 114 мест из 282 мест в парламенте. Новое правительство получившей 136 мест прогрессивно-консервативной партии возглавил Джо Кларк.
  - Новым премьер-министром Марокко назначен Маати Буабид.
- 23 мая — президентом ФРГ избран Карл Карстенс.
- 25 мая — авиакатастрофа DC-10 в аэропорту Чикаго. Погибли 273 человека. Это крупнейшая авиационная катастрофа на территории США в XX веке.
- 26 мая — новое коалиционное правительство Финляндии возглавил лидер Социал-демократической партии Мауно Койвисто.
- 28 мая — в Албании расстреляны диссиденты-политзаключённые Джелаль Копренцка, Фадиль Кокомани, Вангель Лежо, обвинённые в создании антиправительственных подпольных организаций в тюрьме Спач.
- 30 мая — премьер-министром Непала назначен С. Б. Тхапа.

### Июнь
- 1 июня
  - Объявлено о независимости государства Зимбабве-Родезия.
  - В Ливии опубликована третья часть «Зелёной книги» Муаммара Каддафи.
  - Начало выпуска микропроцессора Intel 8088.
- 2 июня — с восстания в Чинандеге и захвата радиостанции «Минуто» в Манагуа начинается наступление никарагуанского Сандинистского фронта национального освобождения на диктатуру Анастасио Сомосы. Конференция епископов Никарагуа подтвердила «нравственную законность» восстания.
- 3 июня — президент США Джимми Картер подписал директиву о поддержке антиправительственного повстанческого движения в Афганистане.
- 3—4 июня — досрочные парламентские выборы в Италии. Христианско-демократическая партия получила 38,5 % голосов и 262 из 630 мест в палате депутатов, сохранив большинство в парламенте.
- 4 июня — военный переворот в Гане. Правительство генерал-лейтенанта Фреда Акуффо свергнуто, к власти пришёл Революционный совет вооружённых сил во главе с капитаном ВВС Джерри Ролингсом.
- 6 июня — запуск советского беспилотного космического корабля «Союз-34» к орбитальной станции «Салют-6» (приземление 19 августа 1979 года).
- 7 июня — президент Португалии генерал Рамалью Эаниш отправил в отставку правительство Карлуша Моты Пинту и назначил внеочередные парламентские выборы на декабрь 1979 года.
- 7 и 10 июня — первые всеобщие прямые выборы в Европарламент.
- 7 и 14 июня — парламентские выборы в Египте, правящая национально-демократическая партия получила 347 из 392 места в Народном собрании.
- 9 июня — началась всеобщее восстание в столице Никарагуа — Манагуа.
- 10 июня — парламентские выборы в Люксембурге, оппозиционная христианско-социальная народная партия получила 24 из 59 мест в палате депутатов, 16 июля премьер-министром стал её лидер Пьер Вернер.
- 12 июня — в Никарагуа сандинисты атаковали столичный аэропорт[12].
- 13 июня — приземление беспилотного корабля Союз-32.
- 16 июня — в Никарагуа оппозицией создано Временное демократическое правительство национального возрождения во главе с Виолетой Барриос де Чаморро[12].
- 18 июня
  - В ходе встречи главы СССР Л. И. Брежнева и президента Джимми Картера СССР и США подписали договор об ограничении стратегических вооружений ОСВ-2.
  - Всеобщие выборы в Гане. Большинство мест в парламенте (71 из 140) завоевала Народная национальная партия.
  - Португалия и США подписали соглашение о продлении до 1983 года использования США военно-воздушной базы Лажиш на острове Терсейра (Азорские острова).
- 19 июня
  - Всеобщие выборы (первые с 1968 года) в Мали. Президентом избран глава Военного комитета национального освобождения Муса Траоре, на выборах в парламент победила созданная им единственная в стране партия Демократический союз малийского народа[13].
  - Президентом ЮАР вместо ушедшего в отставку 4 июня Балтазара Форстера избран Маре Фильюн.
- 20 июня
  - Национальный консультативный совет Национального фронта освобождения Уганды отправил в отставку президента Уганды Юсуфа Луле. Новым президентом страны назначен бывший министр юстиции Годфри Бинайса
  - в Никарагуа солдатами правительственной Национальной гвардии расстреляны американский корреспондент Билл Стюарт и его переводчик. Убийство было снято на плёнку другими журналистами и вызвало негодование в мире.
- 21 июня — парламент Доминики избрал новым президентом страны Дженнера Армора (вместо бежавшего 8 июня из страны в ходе острого внутриполитического кризиса Фреда Дегазона) и премьер-министром — Оливера Серафина (вместо Патрика Джона, чья политика и привела к кризису).
- 23 июня — Временное правительство национального возрождения Никарагуа заявило о полном отказе от переговоров с президентом Анастасио Сомосой.
- 23—26 июня — всеобщие выборы на Сейшельских островах. В условиях однопартийности все места в парламенте получила партия Прогрессивный фронт народа, а её лидер Франс Альбер Рене избран президентом.
- 26 июня — обнародована программа Временного правительства национального возрождения Никарагуа[12].
- 27 июня — Сандинистский фронт национального освобождения Никарагуа начал отвод повстанческих сил из Манагуа.

### Июль
- 1 июля
  - Всеобщие выборы в Боливии. Националистический Альянс Революционное Националистическое движение получил 35,87 % и 48 мест в парламенте, левый блок «Демократический и народный союз» — 35,97 % и 38 мест. Никто из кандидатов в президенты не набрал необходимого для избрания числа голосов (Эрнан Силес Суасо от ДНС — 35,99 %, Виктор Пас Эстенссоро от АРНД — 35,89 %).
  - Всеобщие выборы в Мексике. Правящая институционно-революционная партия получила 74,08 % голосов и 296 из 400 мест в парламенте.
- 2 июля — на первых после получения независимости выборах на Сент-Люсии победила оппозиционная Лейбористская партия, новым премьер-министром стал её лидер Аллан Луизи.
- 3 июля — в СССР утверждено новое Положение об орденах, медалях и почётных званиях СССР, заменившее Общее положение об орденах Союза ССР от 7 мая 1936 года.
- 9 июля — президентом Ганы избран Хилла Лиманн, получивший во 2-м туре выборов 61,98 % голосов.
- 11 июля — американская орбитальная станция «Скайлэб» упала в Индийский океан.
- 12 июля — провозглашена независимость островов Гилберта, отныне государства Кирибати. Первым президентом страны стал Иеремиа Табаи.
- 14 июля — на первых с 1964 года парламентских выборах в Нигерии победила Национальная партия, получившая 168 из 449 мест.
- 16 июля — председатель Совета революционного командования Ирака и президент страны Ахмед Хасан аль-Бакр ушёл в отставку. Его место занял Саддам Хусейн.
- 17 июля
  - Диктатор Никарагуа Анастасио Сомоса бежал в США[14]. Временным президентом стал председатель парламента Франсиско Уркуйо.
  - Президент Ирака Саддам Хусейн произведён в ранг маршала.
- 18 июля — под давлением командования Национальной гвардии, посольства США и иностранных представителей временный президент Никарагуа Франсиско Уркуйо передаёт президентские инсигнии архиепископу Мигелю Обандо-и-Браво и также покидает страну.
- 19 июля
  - Победа Сандинистской революции в Никарагуа. В столицу входят войска СФНО, к власти приходит коалиционное правительство Виолеты Барриос де Чаморро[12].
  - Премьер-министром Португалии на срок до декабря 1979 года впервые в истории страны назначена женщина — Мария ди Лурдеш Пинтасилгу.
- 24 июля — Чрезвычайные вооружённые силы ООН ушли с Синайского полуострова.
- 28 июля — новым премьер-министром Индии вместо подавшего 15 июля в отставку Морарджи Десаи стал Чаран Сингх.

### Август
- 2 августа — правительство Мавритании заявило о выходе из договора по Западной Сахаре и выводе войск с территории южнее 24-й параллели.
- 3 августа
  - Пожизненный президент Экваториальной Гвинеи Масиас Нгема свергнут в результате военного переворота своим племянником, заместителем министра народных вооружённых сил подполковником Теодоро Обиангом Нгемой Мбасого.
  - Катастрофа Let L-410 в Ржевке.
- 5 августа
  - Новым премьер-министром Италии стал Франческо Коссига
  - В Алжире подписано соглашение между Мавританией и фронтом Полисарио об «окончательном мире», взаимном признании и отказе Мавритании от каких-либо претензий на территорию Западной Сахары[15].
- 8 августа — временным президентом Боливии сроком на 1 год назначен председатель сената Вальтер Гевара Арсе.
- 11 августа
  - Авиационное столкновение над Днепродзержинском, в результате чего погибли 178 человек, включая футбольную команду «Пахтакор».
  - В СССР расстреляна Антонина Макарова («Тонька-пулемётчица»), в годы Великой Отечественной войны перешедшая на сторону врага и лично расстрелявшая около 1500 советских граждан. Первая смертная казнь, применённая в СССР к женщине в послевоенное время.
  - В Нигерии на первых в истории президентских выборах победил Шеху Шагари, получивший 33,77 % голосов.
- 12 августа — ядерный взрыв «Кимберлит-4» в Якутии мощностью 8,5 килотонны.
- 14 августа — Мавритания и Алжир восстановили дипломатические отношения, разорванные в марте 1976 года во время конфликта из-за Западной Сахары.
- 15 августа — армия Марокко перешла 24-ю параллель и оккупировала южную часть Западной Сахары, ранее находившуюся под контролем войск Мавритании.
- 18 августа — арестован скрывавшийся в джунглях после переворота бывший президент Экваториальной Гвинеи Масиас Нгема.
- 19 августа — приземление советского космического корабля «Союз-34». Экипаж посадки — В. А. Ляхов, В. В. Рюмин.
- 22 августа — в Никарагуа опубликован Фундаментальный статут от 20 июля, заменивший действовавшую при Анастасио Сомосе конституцию 1974 года.
- 27 августа — власти Мозамбика национализировали 4 португальские горнодобывающие компании, обвинив их в саботаже и незаконном вывозе капитала.
- 29 августа — катастрофа Ту-124 под Кирсановом — крупнейшая в истории Ту-124 (63 погибших). Эксплуатация этих самолётов в гражданской авиации вскоре была прекращена.

### Сентябрь
- 3 сентября — катастрофа Ан-24 под Амдермой.
- 7 сентября — установлены дипломатические отношения между СССР и Гренадой.
- 11 сентября — декретом президента Португалии А. Рамалью Эаниша распущен парламент, всеобщие промежуточные выборы назначены на 2 декабря.
- 12 сентября — начался вывод войск Марокко из Мавритании, где они находились в соответствии с соглашением о взаимной обороне 1977 года.
- 14 сентября — конфликт в руководстве Демократической Республики Афганистан. Лидер страны Нур Мухаммед Тараки фактически отстранён от власти.
- 16 сентября
  - Чрезвычайный пленум ЦК Народно-демократической партии Афганистана принял решение исключить Нур Мохаммада Тараки из партии за организацию покушения на премьер-министра Афганистана Хафизуллу Амина «и другие беспринципные действия», а также отстранил его с поста председателя Революционного совета. Председателем Революционного совета ДРА и генеральным секретарём НДПА избран Хафизулла Амин.
  - На выборах в риксдаг Швеции блок умеренной коалиционной, либеральной и партии Центра, лидер которой, Турбьёрн Фельдин, стал новым премьер-министром. У блока 375 мест из 349.
- 18 сентября — Сент-Люсия стала 152-м членом ООН.
- 20 сентября
  - Жозе Эдуарду душ Сантуш избран председателем МПЛА — Партии труда Анголы и президентом страны.
  - В результате военного переворота и военной интервенции Франции в Центральноафриканской империи низложен Жан Бедель Бокасса, Страна снова объявлена республикой, новый президент — Давид Дако, уже правивший страной в 1960—1965 годах.
- 24 сентября — военный трибунал в Малабо начал рассмотрение дела бывшего диктатора Экваториальной Гвинеи Масиаса Нгемы, обвинённого в убийстве 80 000 человек (был признан виновным в убийстве 500, приговорён к расстрелу и расстрелян 29 сентября).
- 27 сентября — спущена на воду советская подводная лодка ТК-208 — первая лодка проекта 941 «Акула» — самых больших в мире атомных стратегических подводных лодок.

### Октябрь
- 7 октября — на досрочных парламентских выборах в Японии правящая либерально-демократическая партия получила в палате представителей 248 мест из 511.
- 12 октября — подписано соглашение об оказании СССР помощи Вьетнаму, пострадавшему в ходе китайско-вьетнамской войны.
- 15 октября 
  - В Сальвадоре произошёл военный переворот. Власть перешла к Революционной правительственной хунте во главе с полковником Адольфо Махано.
  - В Исландии сформировано правительство парламентского меньшинства во главе с Бенедиктом Грёндалем.
- 18 октября
  - После студенческих волнений в Сеул введены части армии Южной Кореи, власть в городе передана генерал-лейтенанту Пак Чхан Кыну.
  - Восстановлены дипломатические отношения между СССР и Никарагуа.
- 19 октября — в СССР объявлена амнистия в связи с Международным годом ребёнка.
- 20 октября — на всеобщих выборах в Ботсване правящая демократическая партия получила 29 из 32 мест в парламенте, президентом переизбран Серетсе Кхама.
- 21 октября — на парламентских выборах в Швейцарии 4 партии-участницы правительственной коалиции получили 169 мест из 200 в Национальном совете.
- 23 октября — на внеочередных выборах в Дании правящая социал-демократическая партия премьер-министра Анкера Йёргенсена получила 38,3 % голосов и 68 мест из 179 в фолькетинге, оставшись у власти.
- 26 октября — директор Центрального разведывательного управления Южной Кореи Ким Джэ Гю застрелил президента страны Пак Чон Хи. Функции президента временно переданы премьер-министру Чхве Гю Ха, фактический контроль над страной перешёл в руки генерала Чон Сын Хва, ответственного за соблюдение чрезвычайного положения.
- 27 октября — Сент-Винсент и Гренадины получили полную независимость в составе Британского Содружества. Первым премьер-министром страны стал Милтон Като.
- 31 октября
  - В проливе Большой Бельт (Дания) столкнулись дизель-электроход «Оленёк» и танкер «Генерал Шкодунович», в результате крупного пожара на электроходе погибли 5 человек[16].
  - В Мехико потерпел катастрофу самолёт McDonnell Douglas DC-10-10 американской авиакомпании Western Airlines, погибли 73 из 89 человек на борту.

### Ноябрь
- 1 ноября — военный переворот в Боливии во главе с полковником Альберто Натушем. В результате массовых общенациональных протестов 16 ноября А. Натуш ушёл в отставку.
- 4 ноября
  - Захват американского посольства в Тегеране.
  - Ушло в отставку правительство Ирана во главе с Мехди Базарганом. Аятолла Хомейни ведение всех государственных дел возложил на Совет Исламской революции.
- 9 ноября — в течение 10 минут мир находился на пороге ядерной войны из-за сбоя в работе компьютера американской системы NORAD.
- 12 ноября — новым премьер-министром Турции стал Сулейман Демирель.
- 16 ноября — катастрофа Як-40 под Вологдой.
- 19 ноября — открылось метро в Бухаресте.
- 20 ноября
  - захват заложников в крупнейшей мечети Мекки. В результате теракта погибли 255 человек с обеих сторон.
  - В условиях однопартийности прошли выборы в Национальное революционное собрание Бенина, партия народной революции 98,3 % голосов.
- 21 ноября
  - Генеральная Ассамблея ООН приняла резолюцию, подтверждающую право Западной Сахары на самоопределение и признающую ПОЛИСАРИО представителем народа Западной Сахары[17].
  - Демонстрантами сожжено посольство США в Исламабаде (Пакистан).
- 26 ноября — катастрофа Boeing 707 под Таифом, 156 погибших.
- 28 ноября — катастрофа DC-10 в Антарктиде. Погибли 257 человек.
- 30 ноября — Папа Римский Иоанн Павел II и Патриарх Константинопольский Димитрий объявили о создании теологической комиссии, работа которой стала важным этапом диалога между Святым Престолом и автокефальными Православными церквями[18].

### Декабрь
- 2 декабря — промежуточные парламентские выборы в Португалии. Левые партии потеряли парламентское большинство, к власти пришёл правый Демократический альянс во главе с Франсишку Са Карнейру, получивший 45,3 % голосов и 128 из 250 мест в парламенте.
- 6 декабря — в Сеуле коллегия выборщиков избрала Цой Кю Ха временным президентом Южной Кореи до 1984 года. Вступил в должность 21 декабря.
- 10 декабря — катастрофа Ан-26 под Комсомольском-на-Амуре.
- 11 декабря — новым премьер-министром Ирландии стал Чарльз Хоги.
- 12 декабря — части 9-й пехотной дивизии генерала Ро Дэ У совершили военный переворот в Сеуле. Фактический руководитель страны генерал Чон Сын Хва арестован и смещён со всех постов. Новым лидером страны стал командующий войсками общественной безопасности генерал Чон Ду Хван.
- 16 декабря — старт советского беспилотного космического корабля Союз Т-1 для отработки систем корабля новой серии, приземление — 25 марта 1980 года.
- 18 декабря — в Эфиопии декретом Временного военного административного совета создана Комиссия по организации партии трудящихся Эфиопии (КОПТЭ).
- 21 декабря — подписано соглашение о прекращении огня и гражданской войны в Родезии.
- 24 декабря — первый успешный запуск французской ракеты-носителя «Ариан».
- 25 декабря
  - Ввод советских войск в Афганистан.
  - Первая потеря советских ВВС в Афганской войне: под Кабулом столкнулся с горой самолёт Ил-76М, погибли 47 человек, в том числе — десантники из 350-го парашютного десантного полка 103-й гвардейской воздушно-десантной дивизии.
- 27 декабря
  - Штурм дворца Амина, в ходе которого бойцы советского спецназа «Альфа» убили президента Афганистана Хафизуллу Амина. Новым председателем Революционного совета, премьер-министром ДРА и генеральным секретарём НДПА провозглашён Бабрак Кармаль.
  - Подало в отставку правительство Португалии во главе с Марией ди Лурдиш Пинтасилгу.
- 30 декабря
  - На безальтернативных президентских выборах в Габоне президентом переизбран Омар Бонго.
  - На безальтернативных парламентских выборах в Сомали все места в парламенте вновь получила Сомалийская революционная социалистическая партия.
  - В Того прошли референдум и всеобщие выборы. На безальтернативной основе президентом переизбран Гнассингбе Эйадема, а все места в парламенте получила партия Объединение тоголезского народа.

### Без точных дат
- Энергетический кризис 1979 года, вызванный Иранской революцией.
- В Болгарии открылось первое казино.
- В Китае введена политика одного ребёнка, призванная ограничить резкий рост населения страны.
- ООН объявила 1979 год «Международным годом ребёнка».
- Дело Фориссона — французского историка-ревизиониста.
- Робин Милнер создаёт функциональный язык программирования ML.
- Город Пермь стал городом-миллионером.
- Город Казань стал городом-миллионером.
- Эпидемия сибирской язвы в Свердловске.
- В городе Благовещенске открыто троллейбусное движение.
- Сдана в эксплуатацию навигационная система «Цикада».
- Год Козы по китайскому календарю.
- Смерть последней Дагомейской амазонки.
- К летним Олимпийским играм построена гостиница Космос.
- Русской православной церковью канонизирована Ксения (в иночестве Мария), как святая в Соборе Тверских Святых, дочь новгородского боярина Юрия Михайловича, жена князя Ярослава Ярославича[19].
- Припять (Украинская ССР) получает статус города.

## Искусство

### Кино
- В СССР на экраны выходят фильмы:
  - «Москва слезам не верит» Владимира Меньшова
  - «Тот самый Мюнхгаузен» Марка Захарова
  - «Гараж» Эльдара Рязанова
  - «Осенний марафон» Георгия Данелия
  - «Место встречи изменить нельзя» Станислава Говорухина (6 ноября)
  - «Сталкер» Андрея Тарковского
  - «Приключения Электроника» Константина Бромберга
  - «Несколько дней из жизни И. И. Обломова» Никиты Михалкова
  - «Шерлок Холмс и доктор Ватсон» Игоря Масленникова
  - «Экипаж» Александра Митты
- На мировые экраны выходят фильмы:
  - «Тэсс» (Великобритания — Франция) Романа Поланского.
  - «Апокалипсис сегодня» (США) Фрэнсиса Форда Копполы.
  - «Калигула» (Италия — США) Тинто Брасса.
  - «Крамер против Крамера» (США).
  - «Луна» (Италия) Бернардо Бертолуччи.
  - «Рокки 2» (США).
  - «Чужой» (США) Ридли Скотта.

### Театр
- В Молодёжном театре на Фонтанке в Ленинграде главным режиссёром стал Владимир Афанасьевич Малыщицкий.
- В августе 1979 года премьер-танцовщик Большого театра Александр Годунов отказался вернуться в Москву после гастролей по США.

### Музыка
См. также: 1979 год в музыке
Мировые лейблы выпускают следующие альбомы:
- «Communique» («Dire Straits»)
- «Highway to Hell» («AC/DC»)
- «In Through the Out Door» («Led Zeppelin», LP, Swan Song, 15 августа)
- «The Wall» («Pink Floyd», 2хLP, Harvest Records, 30 ноября)
- «Voulez-Vous» («ABBA», LP, Polar Music)
- «Deltics» (Chris Rea)
- «Accept»
- 24 марта - «Overkill» («Motörhead»)
- 27 октября - «Bomber» («Motörhead»)

## 1979 год в спорте
См. также: Категория:1979 год в спорте
- 26 июня — Мохаммед Али объявил, что покидает бокс.

### Футбол
См. также: 1979 год в футболе
- Чемпионом СССР по футболу стал московский «Спартак».
- Чемпионом Англии по футболу стал «Ливерпуль».
- Чемпионом Аргентины по футболу стал «Ривер Плейт».
- Чемпионом Бразилии по футболу стал «Интернасьонал».
- Чемпионом ФРГ по футболу стал «Гамбург».
- Чемпионом Италии по футболу стал «Милан».
- Чемпионом Испании по футболу стал «Реал Мадрид».
- Чемпионом Уругвая по футболу стал «Пеньяроль».
- Чемпионом Франции по футболу стал «Страсбург».
- Кубок Европейских чемпионов и Суперкубок Европы выиграл английский  «Ноттингем Форест».
- Кубок обладателей Кубков выиграла испанская  «Барселона».
- Кубок УЕФА выиграла западногерманская  «Боруссия Мёнхенгладбах».
- Кубок Либертадорес и Межконтинентальный Кубок выиграла парагвайская  «Олимпия».
- Кубок Америки по футболу выиграла сборная  Парагвая.

### Хоккей
- Чемпионат мира по хоккею проводился в Москве, чемпионом мира в тринадцатый раз стала сборная СССР.
- советская сборная по хоккею выиграла «Кубок Вызова» (11 февраля).
- Чемпионом СССР и обладателем Кубка СССР по хоккею стал хоккейный клуб ЦСКА, Москва
- Обладателем Кубка Стэнли стал «Монреаль Канадиенс».
- Победителем регулярного чемпионата Финляндии по хоккею стал ХК «Ассат».
- Чемпионом Швеции стал ХК «Модо»

### Биатлон
Мужчины
На чемпионате мира по биатлону:
- В индивидуальной гонке на 20 км победителем стал Клаус Зиберт (ГДР).
- В спринте на 10 км победителем стал Франк Ульрих (ГДР).
- В эстафете первой финишировала команда ГДР.

Женщины
- Состязания не проводились.

### Теннис
См. также: 1979 год в теннисе
Кубок Дэвиса
- Сборная США.

Кубок Федерации
- Сборная США.

Открытый чемпионат Австралии
- Гильермо Виллас
- Барбара Джордан

Открытый чемпионат Франции по теннису
- Бьорн Борг
- Крис Эверт

Открытый чемпионат США
- Джон Макинрой
- Трейси Остин

Уимблдонский турнир
- Одиночный мужчины:  Бьорн Борг
- Одиночный женщины:  Мартина Навратилова
- Парный мужчины:  Джон Макинрой и  Питер Флеминг
- Парный женщины:  Билли Джин Кинг и  Мартина Навратилова
- Парный смешанный:  Боб Хьюит и  Грир Стивенс

### Баскетбол
См. также: 1979 год в баскетболе
- Победителем НБА стал клуб «Сиэтл Суперсоникс».

### Автомотоспорт
- Единственный раз в истории Формулы-1 чемпионом мира стал представитель африканского континента — Джоди Шектер. Кубок конструкторов в этом сезоне завоевала команда «Феррари».
- Победу в гонке 24 часа Ле-Мана одержали пилоты Клаус Людвиг / Билл Уиттингтон / Дон Уиттингтон на машине Порше 935.

### Бодибилдинг
- Чемпионом Бельгии по бодибилдингу стал Жан-Клод Ван Дамм.

## Персоны года
Человек года по версии журнала Time — Аятолла Хомейни, лидер исламской революции.

## Родились
См. также: Категория:Родившиеся в 1979 году

### Январь
- 2 января — Эрика Хаббард, американская актриса и продюсер.
- 5 января — Бланка Сото, мексиканская актриса, модель и бывшая королева красоты.
- 7 января — Бипаша Басу, индийская актриса и модель.
- 8 января
  - Стипе Плетикоса, хорватский футболист.
  - Адриан Муту, румынский футболист.
  - Сара Полли, канадская актриса, режиссёр и сценарист.
- 11 января — Ольга Жаркова, российская кёрлингистка, чемпионка Европы, заслуженный мастер спорта России.
- 12 января — Мариан Госса, профессиональный словацкий хоккеист.
- 13 января — Джилл Вагнер, американская модель, актриса, соведущая телевизионных шоу.
- 16 января
  - Бренден Морроу, канадский хоккеист, олимпийский чемпион (2010).
  - Алия, американская R&B певица, модель и актриса.
- 17 января — Олег Лисогор, украинский пловец.
- 18 января — Анна Жарова, прима-балерина Новосибирского государственного академического театра оперы и балета, народная артистка Российской Федерации.
- 19 января — Светлана Хоркина, российская гимнастка, двукратная олимпийская чемпионка (1996, 2000), 9-кратная чемпионка мира (в том числе трижды в абсолютном первенстве), 13-кратная чемпионка Европы (трижды в абсолютном первенстве), заслуженный мастер спорта России.
- 20 января
  - Олег Проценко, российский военнослужащий, Герой Российской Федерации (посмертно, погиб в 1999).
  - Роберт Бурдон, американский музыкант, барабанщик рок-группы «Linkin Park».
- 24 января — Татьяна Али, американская актриса, продюсер и певица.
- 25 января
  - Светлана Камынина, российская актриса театра и кино.
  - Кристин Лэйкин, американская актриса.
- 26 января — Максим Калиниченко, украинский футболист.
- 27 января — Розамунд Пайк, британская актриса.

### Февраль
- 6 февраля
  - Наталья Сафронова, российская волейболистка, чемпионка мира, заслуженный мастер спорта России.
  - Дан Балан, молдавский музыкант, певец.
- 7 февраля — Тавакуль Карман, йеменская правозащитница, лауреат Нобелевской премии мира (2011).
- 9 февраля
  - Ирина Слуцкая, российская фигуристка, двукратная чемпионка мира, первая в истории одиночница — семикратная чемпионка Европы, заслуженный мастер спорта России.
  - Чжан Цзыи, китайская актриса.
- 11 февраля — Брэнди Норвуд, американская R&B-певица, автор песен, продюсер, актриса и телеведущая.
- 13 февраля
  - Мина Сувари, американская актриса, известная своими ролями в фильмах «Красота по-американски» и «Американский пирог».
  - Люси Браун, английская актриса.
- 16 февраля — Валентино Росси, итальянский мотогонщик.
- 19 февраля 
  - Витас, поп-певец, композитор, актёр.
  - Юлия Беретта, российская певица и актриса, автор песен.
- 21 февраля — Дженнифер Лав Хьюитт, американская актриса и певица.

### Март
- 3 марта — Альберт Хоркера, испанский футбольный вратарь.
- 4 марта — Вячеслав Малафеев, российский футболист, заслуженный мастер спорта России.
- 5 марта — Рики Линдхоум, американская актриса, комик и музыкант
- 6 марта — Тим Ховард, американский футболист венгерского происхождения, вратарь сборной США.
- 7 марта — Максим Балмочных, российский профессиональный хоккеист.
- 8 марта
  - Том Чаплин, вокалист группы «Keane».
  - Джессика Джеймс, американская порноактриса.
- 9 марта — Оскар Айзек, американо-гватемальский актёр, певец.
- 11 марта — Евгений Игнатов, российский гребец-каноист, шестикратный чемпион мира, заслуженный мастер спорта России.
- 14 марта
  - Павел Воля, российский эстрадный артист разговорного жанра, телеведущий, киноактёр, участник российского телепроекта «Comedy Club».
  - Николя Анелька, французский футболист.
- 15 марта — Евгений Цыганов, российский актёр театра и кино.
- 16 марта
  - Тайлер Арнасон, профессиональный американский хоккеист.
  - Леена Пейса, клавишница финской группы «Lordi», победившей на конкурсе Евровидение в 2006 году.
- 17 марта
  - Виктор Согомонян, армянский государственный деятель.
  - Сторми Дэниэлс, американская актриса.
  - Николь Остин, американская фотомодель и актриса.
- 18 марта
  - Дэннил Харрис, американская киноактриса, фотомодель.
  - Тони Робертс, американская порноактриса
- 20 марта
  - Фрима Аджимен, британская актриса
  - Бьянка Лоусон, американская телевизионная актриса.
- 24 марта — Лейк Белл, американская актриса.
- 26 марта
  - Алисия Лагано, американская телевизионная актриса.
  - Жулиана Паэс, бразильская телеведущая, актриса, модель.
- 27 марта
  - Денис Голованов, российский теннисист.
  - Луиза Брили, британская актриса
- 28 марта — Наталья Швец, российская актриса театра и кино.
- 30 марта
  - Анатолий Тимощук, украинский футболист.
  - Нора Джонс, американская джазовая певица и пианистка, автор и исполнитель собственных песен, актриса.
- 31 марта — Таня Тейт, британская порноактриса, модель и писательница.

### Апрель
- 4 апреля
  - Максим Опалев, российский гребец на каноэ, олимпийский чемпион 2008 года, 13-кратный чемпион мира, многократный чемпион Европы и России, заслуженный мастер спорта России.
  - Хит Леджер, американский актёр австралийского происхождения (ум. 2008).
  - Наташа Лионн, американская актриса.
- 9 апреля — Альбина Джанабаева, российская певица, актриса.
- 10 апреля — Софи Эллис-Бекстор, английская певица.
- 12 апреля
  - Дженнифер Моррисон, американская киноактриса.
  - Клэр Дэйнс, американская киноактриса.
- 17 апреля — Алла Цупер, украинская и белорусская фристайлистка, олимпийская чемпионка 2014 года в лыжной акробатике.
- 19 апреля
  - Антоанета Стефанова, болгарская шахматистка, десятая чемпионка мира по шахматам.
  - Кейт Хадсон, американская актриса.
- 21 апреля
  - Наталья Макеева, российская фехтовальщица, трёхкратная чемпионка Европы и двукратная чемпионка мира, заслуженный мастер спорта России.
  - Джеймс МакЭвой, шотландский актёр.
- 23 апреля
  - Лаури Юлёнен, вокалист, клавишник группы «The Rasmus».
  - Джейми Кинг, американская актриса кино и телевидения, фотомодель.
- 30 апреля — Никита Панфилов, российский актёр театра, кино и телевидения, телеведущий.

### Май
- 3 мая — Женевьева Наджи, нигерийская актриса, модель и певица.
- 4 мая — Анни-Кристина Юусо, финская актриса и радиожурналист.
- 19 мая
  - Андреа Пирло, итальянский футболист и тренер.
  - Диего Форлан, уругвайский футболист.
- 22 мая — Мэгги Кью, американская актриса и модель вьетнамского происхождения.
- 26 мая
  - Наталья Назарова, российская легкоатлетка, выступавшая в беге на 400 метров, 8-кратная чемпионка мира, 7-кратная чемпионка мира в помещении, заслуженный мастер спорта России.
  - Элизабет Арнуа, американская актриса.
- 30 мая
  - Александр Колтовой, российский телеведущий, участник телепроекта «За стеклом» (погиб в 2020).
  - Риэ Кугимия, японская сэйю.

### Июнь
- 2 июня — Морена Баккарин, американская актриса бразильского происхождения.
- 5 июня — Давид Бисбаль, испанский поп-певец.
- 8 июня — Олеся Красномовец, российская легкоатлетка.
- 9 июня — Андрей Зайцев, российский военнослужащий, Герой Российской Федерации (посмертно, погиб в 1999).
- 10 июня — Светлана Захарова, российская артистка балета, солистка Мариинского театра, прима-балерина Большого театра и миланского театра «Ла Скала», народная артистка России, лауреат Государственной премии Российской Федерации.
- 12 июня
  - Дмитрий Глуховский, российский писатель, журналист, сценарист.
  - Анна Богалий-Титовец, российская биатлонистка, двукратная олимпийская чемпионка (2006, 2010), заслуженный мастер спорта России.
- 14 июня — Елена Нечаева, российская фехтовальщица, 4-хкратная чемпионка мира, 6-кратная чемпионка Европы, заслуженный мастер спорта России.
- 15 июня — Юлия Нестеренко, белорусская легкоатлетка, олимпийская чемпионка в беге на 100 метров (2004).
- 18 июня — Алексей Гришин, белорусский спортсмен, чемпион Олимпийских игр 2010 года в лыжной акробатике.
- 21 июня — Крис Прэтт, американский актёр.
- 24 июня — Петра Немцова, чешская модель.
- 26 июня — Денис Опарин, российский офицер, подводник-гидронавт, капитан 1-го ранга, Герой Российской Федерации (посмертно, 2019).
- 28 июня — Фелиция Дэй, американская актриса.

### Июль
- 2 июля — Джо Торнтон, канадский хоккеист, олимпийский чемпион (2010).
- 3 июля — Людивин Санье, французская актриса театра и кино.
- 5 июля
  - Майк Кэхилл, американский кинорежиссёр, сценарист и продюсер.
  - Амели Моресмо, французская теннисистка.
- 14 июля — Сергей Игнашевич, российский футболист и тренер.
- 16 июля — Джейма Мейс, американская актриса.
- 18 июля — Сергей Ожегов, российский военнослужащий, Герой Российской Федерации (2000) (ум. в 2013).
- 19 июля — Михаил Пантелеев, российский физиолог и биофизик, член-корреспондент РАН.
- 20 июля — Марко Николич, сербский футбольный тренер.
- 21 июля — Андрей Воронин, украинский футболист и тренер.
- 27 июля — Джулия Хаворт, английская актриса, сценарист и кинопродюсер.

### Август
- 1 августа — Ханисакл Уикс, английская актриса.
- 3 августа — Эванджелин Лилли, канадская актриса кино и телевидения.
- 7 августа — Игорь Лукашин, российский прыгун в воду, чемпион Олимпийских игр 2000 года, заслуженный мастер спорта России.
- 14 августа — Денис Лебедев, российский боксёр-профессионал, чемпион мира по версиям WBA (2012—2018) и IBF (2016).
- 18 августа — Александр Михайлин, российский дзюдоист, заслуженный мастер спорта России, cеребряный призёр олимпийских игр, 3-хкратный чемпион мира, 6-кратный чемпион Европы и 10-кратный чемпион России.
- 23 августа — Клэр Грант, американская актриса, кинопродюсер и певица.
- 27 августа
  - Фарида Курбангалеева, журналистка, ведущая новостей на канале «Россия»
  - Аарон Пол, американский актёр.
- 29 августа — Жюстин Пасек, панамская фотомодель.
- 30 августа
  - Юлия Чиженко, российская легкоатлетка, заслуженный мастер спорта России.
  - Павел Петрачков, российский офицер, Герой Российской Федерации (посмертно, погиб в 2010).
- 31 августа — Микки Джеймс, американская рестлерша и певица.

### Сентябрь
- 2 сентября — Александр Поветкин, российский боксёр-профессионал, чемпион Олимпийских игр-2004, чемпион мира, двукратный чемпион Европы, заслуженный мастер спорта России.
- 3 сентября
  - Жулио Сезар, бразильский футболист.
  - Джули Энн Эмери, американская актриса
  - Яна Есипович, российская актриса театра и кино.
- 4 сентября — Максим Афиногенов, российский хоккеист.
- 5 сентября — Андрей Каляпин, российский военнослужащий, Герой Российской Федерации (посмертно, погиб в 1999).
- 8 сентября
  - Петер Леко, венгерский шахматист.
  - P!nk (настоящее имя Алесия Мур), американская певица.
- 14 сентября — Ивица Олич, хорватский футболист и тренер.
- 15 сентября — Патрик Марло, канадский хоккеист, двукратный олимпийский чемпион (2010, 2014).
- 19 сентября — Татьяна Муратова, российская пятиборка, двукратная чемпионка мира, 5-кратная чемпионка Европы, заслуженный мастер спорта России.
- 21 сентября — Мартина Глагов, немецкая биатлонистка.
- 23 сентября — Guf (Алексей Сергеевич Долматов), российский рэпер.
- 25 сентября — Таави Рыйвас, премьер-министр Эстонии в 2014 −2016 годах.
- 26 сентября — Крис Кунитц, канадский хоккеист, чемпион Олимпийских игр 2014 года.

### Октябрь
- 1 октября — Наталья Семанова, российская топ-модель.
- 7 октября
  - Яна Батыршина, российская спортсменка (художественная гимнастика), 5-кратная чемпионка мира, заслуженный мастер спорта России.
  - Йукта Муки, индийская актриса и фотомодель.
- 8 октября — Кристанна Локен, американская актриса, фотомодель.
- 10 октября — Майя Хэррисон, американская певица, актриса, продюсер, танцовщица, хореограф, модель.
- 17 октября — Кими Райкконен, финский автогонщик, чемпион мира (2007) в классе «Формула-1».
- 19 октября — Андрей Пасечный — российский рэпер.
- 25 октября
  - Анна Гончарова, детский писатель, филолог, педагог.
  - Михаил Галустян, российский шоумен, юморист, комедийный актёр, сценарист и продюсер.
- 30 октября — Кристина Анапау, американская киноактриса.
- 31 октября — Эрика Серра, канадская актриса.

### Ноябрь
- 3 ноября — Пабло Аймар, аргентинский футболист и тренер.
- 4 ноября — Наталья Серова, российский учёный, специалист в области лучевой диагностики, член-корреспондент РАН.
- 14 ноября
  - Екатерина Шипулина, российская артистка балета, прима-балерина Большого театра, народная артистка РФ.
  - Ольга Куриленко, французская модель и актриса украинского происхождения.
- 16 ноября — Алексей Морозов, российский актёр театра и кино, кинорежиссёр.
- 19 ноября — Дмитрий Илларионов, российский музыкант, гитарист.
- 21 ноября — Анастасия Капачинская, российская легкоатлетка, чемпионка мира и Европы, заслуженный мастер спорта России.
- 23 ноября — Келли Брук, британская актриса и фотомодель.
- 25 ноября
  - Сандрин Байи, французская биатлонистка.
  - Юэль Киннаман, шведско-американский актёр.

### Декабрь
- 5 декабря — Рустам Касымджанов, узбекский шахматист, гроссмейстер, чемпион мира по версии ФИДЕ (2004).
- 7 декабря — Дженнифер Карпентер, американская актриса
- 12 декабря — Emin, азербайджанский и российский певец и музыкант, автор песен, предприниматель.
- 14 декабря — Майкл Оуэн, английский футболист.
- 17 декабря — Муслим Исмаилов, служащий МВД РФ, Герой Российской Федерации (посмертно, погиб в 2006).
- 19 декабря — Никки Хантер, американская актриса, режиссёр, продюсер и визажист порнофильмов, радиоведущая.
- 22 декабря — Алексей Дергунов, офицер спецназа ГРУ, Герой Российской Федерации (посмертно, погиб в 2003).
- 28 декабря — Нуми Рапас, шведская актриса.
- 30 декабря — Кирилл Плетнёв, российский актёр театра и кино.
- 31 декабря — Андрей Хлывнюк, украинский музыкант, вокалист, автор текстов группы «Бумбокс» и военнослужащий ВСУ, участник российско-украинской войны.

## Скончались
См. также: Категория:Умершие в 1979 году

### Январь
- 12 января
  - Александр Борисович Столпер (род. 1907), советский кинорежиссёр, сценарист, педагог, народный артист СССР.
  - Валентин Иванович Зубков (род. 1923), советский киноактёр, заслуженный артист РСФСР.
- 16 января — Фёдор Федотович Кузнецов (род. 1904), советский военачальник, генерал-полковник, руководитель советской военной разведки в годы Великой Отечественной войны и послевоенное время.
- 26 января — Пётр Михайлович Гаврилов (род. 1900), советский офицер, майор, герой обороны Брестской крепости в 1941 году, Герой Советского Союза.
- 27 января — Дмитрий Иванович Блохинцев (род. 1907), советский физик, член-корреспондент АН СССР}, Герой Социалистического Труда, Лауреат Ленинской премии.

### Февраль
- 2 февраля - Сид Вишес (род. 1957), басист панк-рок группы «Sex Pistols».
- 3 февраля — Николай Сергеевич Плотников (род. 1897), советский российский актёр театра и кино, театральный режиссёр, театральный педагог, народный артист СССР.
- 6 февраля — Исса Александрович Плиев (род. 1903), советский военачальник, генерал армии, дважды Герой Советского Союза.
- 7 февраля — Йозеф Менгеле (род. 1911), немецкий врач, нацистский преступник.
- 8 февраля — Николай Семёнович Тихонов (род. 1896), советский поэт, прозаик и публицист, общественный деятель, Герой Социалистического Труда, лауреат Международной Ленинской премии «За укрепление мира между народами», Ленинской и трёх Сталинских премий первой степени.
- 9 февраля — Денеш Габор (род. 1900), венгерский физик, лауреат Нобелевской премии по физике (1971, «за изобретение и развитие голографического метода»).
- 10 февраля
  - Анатолий Иннокентьевич Нестеров (род. 1895), советский терапевт, учёный и организатор здравоохранения, создатель отечественной школы ревматологов, академик АМН СССР, вице-президент АМН СССР, Герой Социалистического Труда, лауреат Ленинской премии.
  - Эдвард Кардель (род. 1910), югославский коммунистический политический деятель.

### Март
- 1 марта
  - Дмитрий Борисович Глинка (род. 1917), советский лётчик-истребитель, дважды Герой Советского Союза.
  - Долорес Костелло (род. 1903), американская актриса немого кино.
  - Мустафа Барзани (род. 1903), курдский военный и политический деятель, лидер национально-освободительного движения Курдистана.
- 29 марта — Яхья Петра (род. 1917), верховный правитель Малайзия (умер в должности).
- 30 марта — Хосе Веласко Ибарра (род. 1893), эквадорский политик, занимавший пост президента 5 раз.

### Апрель
- 1 апреля — Владимир Ильич Иоффе (род. 1898), советский микробиолог и иммунолог, академик АМН СССР, родоначальник советской школы клинической иммунологии.
- 4 апреля — Зульфикар Али Бхутто (род. 1928), пакистанский политик, занимавший пост президента в 1971—1973 и премьер-министра в 1973—1977 (казнён).
- 7 апреля — Амир Аббас Ховейда (род. 1919), иранский политик, премьер-министр в 1965—1977 (казнён).
- 10 апреля — Нино Рота (род. 1911), итальянский композитор.
- 11 апреля — Леонид Фёдорович Быков (род. 1928), советский актёр, кинорежиссёр и сценарист, заслуженный артист РСФСР, народный артист Украинской ССР.
- 22 апреля — Пётр Николаевич Поспелов (род. 1898), советский партийный деятель, Герой Социалистического Труда, лауреат Сталинской премии первой степени, академик АН СССР.
- 23 апреля — Ипполит Андроникович Лазарчук (род. 1903), советский режиссёр анимационного кино, заслуженный деятель искусств Украинской ССР.
- 26 апреля — Владимир Михайлович Ивасюк (род. 1949), советский украинский композитор и поэт, один из основоположников украинской эстрадной музыки.

### Май
- 1 мая — Виль Владимирович Липатов (род. 1927), советский писатель, сценарист и прозаик, журналист.
- 2 мая — Джулио Натта (род. 1903), итальянский химик-органик, лауреат Нобелевской премии по химии (1963).
- 7 мая — Алексей Макарович Смирнов (род. 1920), советский актёр театра и кино; заслуженный артист РСФСР.
- 14 мая — Джин Рис (род. 1890), вест-индская и английская писательница, романистка и эссеистка.
- 27 мая — Ахмед ульд Бусейф (род. 1934), мавританский военный и политический деятель, премьер-министр в 1979 (погиб в должности).
- 29 мая — Мэри Пикфорд (род. 1892), американская актриса, легенда немого кино.

### Июнь
- 8 июня — Рейнхард Гелен (род. 1902), немецкий военный деятель, организатор разведки ФРГ.
- 11 июня — Джон Уэйн (род. 1907), американский актёр, «король вестерна».
- 12 июня — Ференц Надь (род. 1903), венгерский политик, премьер-министр в 1946—1947.
- 14 июня — Александр Александрович Морозов (род. 1904), советский инженер-конструктор, один из создателей танка Т-34, дважды Герой Социалистического Труда, лауреат Ленинской и трёх Сталинских премий.
- 16 июня
  - Лазарь Иосифович Лагин (род. 1903), советский писатель и поэт, автор повести-сказки «Старик Хоттабыч».
  - Игнатиус Ачампонг (род. 1931), президент Ганы в 1972—1978.
- 26 июня
  - Фред Акуффо (род. 1937), глава Ганы в 1978—1979.
  - Аквази Аманква Африфа (род. 1936), президент Ганы в 1969—1970.

### Июль
- 1 июля — Всеволод Михайлович Бобров (род. 1922), советский футболист, хоккеист, футбольный и хоккейный тренер, олимпийский чемпион (1956), заслуженный мастер спорта СССР, заслуженный тренер СССР.
- 2 июля — Лариса Ефимовна Шепитько (род. 1938), советский кинорежиссёр, сценарист и актриса, лауреат Государственной премии СССР (посмертно).
- 8 июля
  - Роберт Бёрнс Вудворд (род. 1917), американский химик-органик, лауреат Нобелевской премии по химии (1965).
  - Синъитиро Томонага (род. 1906), японский физик, лауреат Нобелевской премии по физике (1965).
- 9 июля — Аксель Иванович Берг (род. 1893), советский учёный-радиотехник и кибернетик, основоположник отечественной школы биологической кибернетики и биотехнических систем и технологий, инженер-адмирал, академик АН СССР, Герой Социалистического Труда.
- 12 июля
  - Георгий Михайлович Бериев (род. 1903), советский авиаконструктор.
  - Минни Рипертон (род. 1947), американская певица и автор песен, обладательница диапазона голоса в пять с половиной октав.
- 13 июля — Коринна Гриффит (род. 1894), американская актриса немого кино.
- 15 июля — Густаво Диас Ордас (род. 1911), президент Мексики в 1964—1970.
- 17 июля — Эдвард Акуфо-Аддо (род. 1906), президент Ганы в 1970—1972.
- 20 июля — Герберт Баттерфилд (род. 1900), британский историк.
- 22 июля — Шандор Кочиш (род. 1929), венгерский футболист.
- 29 июля — Герберт Маркузе (род. 1898), немецкий и американский философ, социолог и культуролог.

### Август
- 2 августа — Виктор Рауль Айя де ла Торре (род. 1895), перуанский политик и социолог, основатель апризма.
- 3 августа — Бертиль Олин (род. 1899), шведский экономист, лауреат Нобелевской премии по экономике (1977).
- 6 августа — Феодор Линен (род. 1911), немецкий биохимик, лауреат Нобелевской премии по физиологии и медицине (1964).
- 7 августа — Валентин Иванович Филатов (род. 1920), советский российский артист цирка, дрессировщик, народный артист СССР.
- 12 августа — Эрнст Борис Чейн (род. 1906), британский биохимик, лауреат Нобелевской премии по физиологии и медицине (1945, за открытие пенициллина).
- 16 августа — Джон Дифенбейкер (род. 1895), канадский политик, премьер-министр в 1957—1963.
- 24 августа — Ханна Райч (род. 1912), немецкая лётчица-испытатель люфтваффе.
- 28 августа — Константин Михайлович Симонов (род. 1915), русский советский прозаик, поэт, драматург, киносценарист, общественный деятель, журналист, военный корреспондент, Герой Социалистического Труда, лауреат Ленинской и шести Сталинских премий.
- 30 августа — Джин Сиберг (род. 1938), американская актриса, один из символов французской новой волны.

### Сентябрь
- 10 сентября — Антонио Агостиньо Нето (род. 1922), первый президент Народной Республики Ангола в 1975—1979 (умер в должности).
- 11 сентября — Алексей Яковлевич Каплер (род. 1903), советский кинодраматург, писатель и педагог, заслуженный деятель искусств РСФСР.
- 20 сентября
  - Людвик Свобода (род. 1895), чехословацкий военный и государственный деятель, генерал армии ЧССР, президент ЧССР в 1968—1975, трижды Герой ЧССР, Герой Советского Союза, Народный Герой Югославии.
  - Исмаил Насируддин Шах (род. 1907)], верховный правитель Малайзия в 1965—1970.
- 26 сентября — Григорий Михайлович Мыльников (род. 1919), советский лётчик, дважды Герой Советского Союза.
- 29 сентября — Франсиско Масиас Нгема (род. 1924), первый президент Экваториальной Гвинеи в 1968—1979 (казнён).

### Октябрь
- 2 октября — Нур Мохаммад Тараки (род. 1917), афганский общественный, политический и государственный деятель, писатель, журналист, генеральный секретарь ЦК НДПА, председатель Революционного совета и премьер-министр в 1978—1979 (убит).
- 7 октября — Ежи Петерсбурский (род. 1895), польский дирижёр и композитор, автор музыки танго «Утомлённое солнце» и вальса «Синий платочек».
- 11 октября — Надежда Сергеевна Надеждина (род. 1904), советская танцовщица, артистка балета, балетмейстер, хореограф и педагог, народная артистка СССР, Герой Социалистического Труда, основатель и художественный руководитель ансамбля «Берёзка».
- 16 октября — Юхан Борген (род. 1902), норвежский писатель, журналист и драматург.
- 21 октября — Жозеф Яковлевич Котин (род. 1908), советский учёный и конструктор танков и тракторов, Герой Социалистического Труда, лауреат четырёх Сталинских премий.
- 25 октября — Мафеву Дламини (род. 1922), премьер-министр Свазиленда с 1976 (умер в должности).
- 26 октября — Пак Чон Хи (род. 1917), президент Южной Кореи в 1962—1979 (убит в должности).

### Ноябрь
- 4 ноября — Юрий Николаевич Крылов (род. 1930), советский хоккеист, чемпион мира и олимпийских игр (1956), заслуженный мастер спорта СССР.

### Декабрь
- 2 декабря — Василий Павлович Соловьёв-Седой (род. 1907), советский российский композитор, пианист, общественный деятель, Герой Социалистического Труда, народный артист СССР, лауреат Ленинской премии.
- 8 декабря — Николай Олимпиевич Гриценко (род. 1912), советский актёр театра и кино, народный артист СССР.
- 15 декабря — Павел Владимирович Массальский (род. 1904), советский актёр театра и кино, народный артист СССР.
- 26 декабря — Владимир Константинович Сафронов (род. 1934), советский боксёр, олимпийский чемпион.
- 27 декабря — Хафизулла Амин (род. 1929), премьер-министр, генеральный секретарь ЦК НДПА и председатель Революционного совета Афганистана в 1979 (убит в должности).
- 28 декабря — Юрий Владимирович Толубеев (род. 1906), советский актёр театра и кино, народный артист СССР, Герой Социалистического Труда, лауреат Ленинской премии.
- 31 декабря — Степан Петрович Щипачёв (род. 1898), советский писатель, поэт и прозаик, редактор, педагог.

## Нобелевские премии
- Физика — Шелдон Ли Глэшоу, Абдус Салам и Стивен Вайнберг — «За вклад в объединённую теорию слабых и электромагнитных взаимодействий между элементарными частицами, в том числе предсказание слабых нейтральных токов».
- Химия — Герберт Чарлз Браун, Георг Виттиг (по 1/2 премии) — «за разработку новых методов органического синтеза сложных бор- и фосфоросодержащих соединений».
- Медицина и физиология — Аллан Кормак, Годфри Хаунсфилд — «За разработку компьютерной томографии».
- Экономика — Теодор Уильям Шульц и Уильям Артур Льюис — «За новаторские исследования экономического развития… в приложении к проблемам развивающихся стран».
- Литература — Одисеас Элитис — «За поэтическое творчество, которое в русле греческой традиции, с чувственной силой и интеллектуальной проницательностью рисует борьбу современного человека за свободу и независимость».
- Премия мира — Мать Тереза